# Bibliothèque de Reichenau

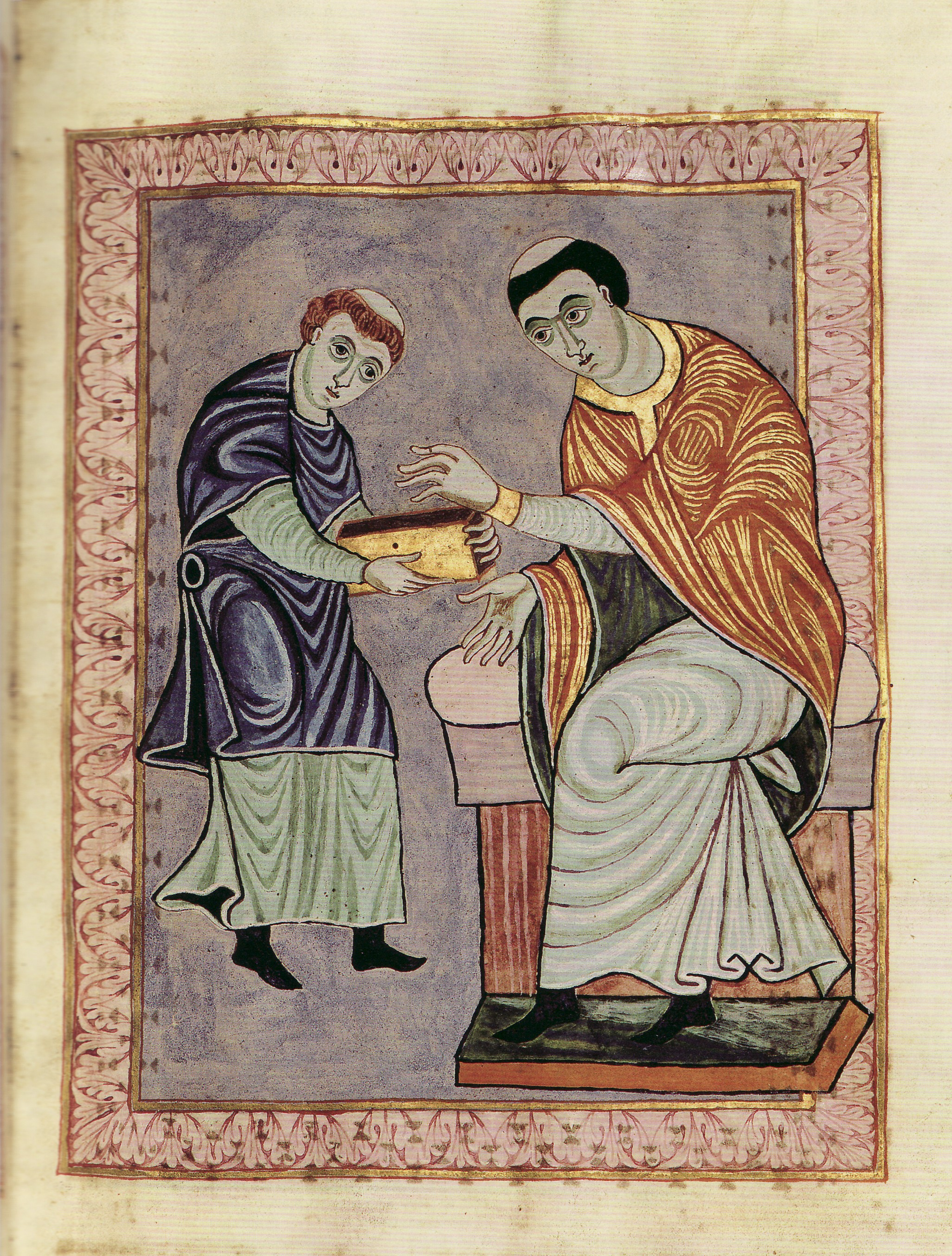
Gero-Codex, 969, conservé à la bibliothèque universitaire et nationale de Darmstadt

La bibliothèque de Reichenau est une bibliothèque médiévale fondée par Waldo de Reichenau au VIIe siècle et située au sein de l'abbaye du même nom.

## Historique
La bibliothèque de Reichenau fut fondée entre 786 et 806 par Waldo de Reichenau, qui en 782, avait fondé la bibliothèque de l'abbaye de Saint-Gall, qui fut déplacée à Reichenau en 926 lors des invasions hongroises.
Les bibliothèques de Saint-Gall et de Reichenau ont été les premières à posséder des ouvrages historiques en Suisse alémanique, tel que Vitae des saints locaux (Gall, Otmar ...) dès le VIIIe siècle ainsi que des histoires de l’abbaye de Saint-Gall, entre autres.
Une extension de la bibliothèque eut lieu vers 830 ainsi qu’un projet de livre de confraternité (Libri confraternitatum). Dès 1384 la bibliothèque fut fort négligée et en 1414, au concile de Constance, grand nombre de livres furent empruntés sans être rendus. Vers 1800 la bibliothèque fut complètement abandonnée et ses livres furent redistribués entre les bibliothèques de Fribourg, d’Heidelberg ainsi que de Karlsruhe.

## Sources
- Ernst Tremp, « Saint-Gall (principauté abbatiale) » dans le Dictionnaire historique de la Suisse en ligne.
- Jean Alexandre C. Buchon, Quelques souvenirs de courses en Suisse et dans le pays de Baden, avec des notices sur plusieurs anciens MSS. relatifs à l'histoire littéraire ou politique de la France, 1836 (lire en ligne)